# Södermanlands runinskrifter 123
Runinskrift Sö 123 är en vikingatida runsten i Skresta, Helgona socken, strax utanför Nyköping i Nyköpings kommun, Södermanland. 

## Stenen
Runstenen är av rödgrå gnejs och den är 170 cm hög, knappt 110 cm vid basen och mellan 20 och 30 cm tjock, tjockast nedtill. Runornas höjd är fem till 14 cm. I närheten står Sö 122. År 1870 stod båda stenarna på Skresta gärde. Den translittererade och översatta inskriften lyder enligt nedan:

## Inskriften
Runsvenska: oskutr : rsþi : stan : þansi : at : hastin

Normaliserad: Asgautr ræisþi stæin þannsi at Hastæin.

Nusvenska: "Åsgot reste denna sten efter Håsten"